# Strażak Sam (serial animowany 2003)
Strażak Sam lub Strażak Sam: Na ratunek (wal. Sam Tân, ang. Fireman Sam, 2003–2005) – kontynuacja brytyjskiego serialu animowanego pt. Strażak Sam z lat 1987–1994.

## Fabuła
Serial przedstawia przygody dzielnego strażaka Sama i jego przyjaciół. Potrafi on nie tylko gasić pożary, ale i również rozwiązywać różne problemy. Tak jak w poprzedniku akcja serialu rozgrywa się w walijskim mieście Pontypandy. Tutaj codzienne życie bywa spokojnie, lecz zdarzają się różne kłopoty.

## Bohaterowie
- Samuel „Sam” Peyton – tytułowy bohater serii, jest człowiekiem pełnym odwagi i sławy. Ma dwóch siostrzeńców – Sarę i Jamesa. Jego kolegami są Elvis i Penny, a sąsiadem – Trevor.
- Elvis Cridlington – najlepszy kolega Sama, świetnie gotuje i śpiewa rockandrollowe piosenki. Czasami bywa nieśmiały. Kiedy był mały, oblał sprawdzian końcowy w szkole.
- Penny Morris – koleżanka Sama, jest dziewczyną pełną odwagi.
- Bazyli Steele – komendant straży pożarnej, szef Sama, Elvisa, Trevora i Penny.

### Mieszkańcy miasta
- Dylis Price – właścicielka sklepu spożywczego, samotnie wychowuje syna, Normana. Jest dość surowa, krzyczy na swojego syna i czasami daje mu szlaban.
- Bella Lasagne – właścicielka kawiarni Bella Caffe, ma włoski akcent i śpiewa arie. Jej zwierzęciem domowym jest kotka Róża (ang. Rosa).
- Mike Flood – pomocna dłoń, głowa rodziny Floodów, ojciec Mandy.
- Helen Flood – pochodząca z Jamajki żona Mike'a, matka Mandy, pielęgniarka w Pontypandy.
- Tom Thomas – pochodzący z Australii pracownik pogotowia górskiego. Pilotuje helikopter ratunkowy.
- Trevor Evans – sąsiad Sama, pełni rolę kierowcy autobusu. Nienawidzi wysokości.

### Zwierzęta
- Róża – zwierzę domowe Belli, jest rudą kocicą.
- Morus – pies nieokreślonej rasy.
- Wełniaczek – adoptowany baranek Normana.
- Radar – tropiący pies strażacki

### Dzieci
- Sarah Peyton – pięcioletnia siostrzenica (bratanica) strażaka Sama, bliźniacza siostra Jamesa. Jest ubrana na różowo.
- James Peyton – pięcioletni siostrzeniec (bratanek) strażaka Sama, bliźniaczy brat Sary. Jest ubrany na niebiesko.
- Norman Price – sześcioletni syn pani Price, starszy kolega Sary i Jamesa. Bywa czasem nieznośny i robi każdemu różne psikusy.
- Mandy Flood – córka Helen i Mike'a Floodów. Ma 7 lat.

## Odcinki
| SEZON 5 (2003) | SEZON 5 (2003)                  | SEZON 5 (2003)                  |
| -------------- | ------------------------------- | ------------------------------- |
| 34             | Uwaga: Spadające owce           | Danger Falling Sheep            |
| 35             | Zrządzenie losu                 | Twist of Fate                   |
| 36             | Przewód pod napięciem           | A Real Live Wire                |
| 37             | Chłopiec z Wenus                | Bug Eyed Boy From Venus         |
| 38             | Pora na kąpiel Morusa           | Bath Time from Dusty            |
| 39             | Strzeż się pomocy sąsiedzkiej   | Neighbourhood Watchout          |
| 40             | Miłośnicy ptaków w opałach      | Twitchers in Trouble            |
| 41             | Karnawał Mandy                  | Carnival of Junk                |
| 42             | Malutki Kabaczek Mamusi         | Mummy's Little Pumpkin          |
| 43             | Pukawka na wodę                 | Joaker Soaker                   |
| 44             | Dobra forma na pokaz            | Fit For Nothing                 |
| 45             | W tarapatach                    | Deep Water                      |
| 46             | Potwór z Pontypandy             | Beast of Pontypandy             |
| 47             | Perypetie z pizzą               | Pizza palaver                   |
| 48             | Zabawny bieg                    | Fun Run                         |
| 49             | Kłopoty z Piszczkiem            | Trouble and Squeak              |
| 50             | Król dżungli                    | King of the Jungle              |
| 51             | Niewidzialny przyjaciel Normana | Norman's Invisible Friend       |
| 52             | Wygłupy                         | High Jinx                       |
| 53             | Sprawa lukrecjowych nitek       | The Case of Liquorice Shoelaces |
| 54             | Płomienny finał                 | Fiery finale                    |
| 55             | Urodzinowa niespodzianka        | Birthday Surprise               |
| 56             | Strażak przyszłości             | Firefighter of Tomorrow         |
| 57             | Pożar na polu                   | Fields of Fire                  |
| 58             | Ostry mróz                      | The Big Freezy                  |
| 59             | Pada, pada śnieg                | Let It Snow                     |